# Murad Abu Murad
Murad Abu Murad (arabisch مراد أبو مراد, DMG Murād Abū Murād; * 23. Januar 1978; † 13. Oktober 2023) war ein palästinensischer hochrangiger Kommandeur und Leiter der Luftüberwachung der islamistischen Terrororganisation Hamas.

## Leben
Murad Abu Murad war Leiter der Luftüberwachung der Hamas. Er war wahrscheinlich an der Planung des Terrorangriffs der Hamas auf Israel 2023 beteiligt und mutmaßlich verantwortlich für das Massaker an israelischen Zivilisten in Israel. Am 14. Oktober teilte das israelische Militär mit, ihn am Tag zuvor getötet zu haben.